# Feketekontyos törpekardinális
A feketekontyos törpekardinális (Lophospingus pusillus) a madarak osztályának verébalakúak (Passeriformes) rendjébe és a tangarafélék (Thraupidae) családjába tartozó faj.

## Rendszerezése
A fajt Hermann Burmeister német-argentin zoológus és ornitológus írta le 1860-ban, a Gubernatrix nembe Gubernatrix pusilla néven.

## Előfordulása
Dél-Amerikában, Argentína, Bolívia, Paraguay és Uruguay területén honos. Természetes élőhelyei a szubtrópusi és trópusi száraz és magaslati cserjések. Vonuló faj.

## Megjelenése
Testhossza 14 centiméter.

## Természetvédelmi helyzete
Az elterjedési területe nagyon nagy, egyedszáma pedig stabil. A Természetvédelmi Világszövetség Vörös listáján nem fenyegetett fajként szerepel.